# Christvesper der Kruzianer
Die Christvesper der Kruzianer (RMWV 7) ist ein abendfüllendes geistliches Chorwerk des Dresdner Kreuzkantors Rudolf Mauersberger. Sie entstanden nach Texten der Bibel und des Gesangbuches. Die Christvesper ist für Knabensolostimmen, Tenorsolo und verschiedene Chöre sowie für große und kleine Flöte, Oboe 1–3, Klarinette 1/2, Fagott, Trompete 1–4, Posaune 1–3, Tuba, Pauken, Glockenspiel, Triangel sowie Violoncelli, Kontrabässe, Laute, Celesta und Orgel komponiert. Folgende Chöre kommen zum Einsatz: ein vier- bis achtstimmiger gemischter Chor als Hauptchor, ein zweistimmiger Knabenchor als Altarchor und ein zweistimmiger Männerchor als Fernchor sowie vier getrennt aufgestellte dreistimmige Quempas-Knabenchöre.
Aufgeführt wird das Werk alljährlich Heiligabend in der Dresdner Kreuzkirche.

## Entstehungsgeschichte und Textauswahl
Die Christvesper der Kruzianer besteht größtenteils aus Bearbeitungen und Kompositionen Mauersbergers sowie aus Werken anderer Komponisten nach Worten der Bibel und des Gesangbuches.
Die Ursprünge der Christvesper liegen in Mauersbergers Eisenacher Zeit, als eine Eisenacher Frühfassung bereits 1926 bis 1928 entstand. In den ersten Jahrzehnten des 20. Jahrhunderts bestand die Christvesper der Kruzianer aus aneinandergereihten Weihnachtsliedern und -chören. Durch Mauersberger wurde dies allmählich umgestaltet, die Dresdner Erstfassung entstand von 1932 bis 1936. Da diese überwiegend aus bearbeiteten Weihnachtsliedern bestand, kann nach Auffassung des Musikwissenschaftlers Matthias Grün nicht von einer eigenständigen kompositorischen Arbeit gesprochen werden. In den Jahren 1946/1947 schuf Mauersberger eine Neufassung des Werks. Die Choralmelodie von 1927, Jauchzet, ihr Himmel (RMWV 177), und der Quempas sind der Grundstock der Christvesper geworden. Beim Quempas, der an vier Orten der Kirche gesungen wird, wurde Mauersberger von Paul Gerhardts Berliner Weihnachtsmette inspiriert. Mauersberger vertonte den Handlungsverlauf der Christvesper nach Worten des Lukasevangeliums für Knabensoli und Orgel. Die Kurrendekleidung tragenden Knaben singen am Altar. Die Turmgesänge der Kruzianer sind Ausdeutung des Weihnachtsgeschehens und als Choralbearbeitungen für unterschiedlich besetzte Chöre, Holz- und Blechbläser, Schlagwerk und Orgel ein reizvoller Kontrast zu den Evangelienworten. Die Aufnahme der Weissagung beruht wie bei der Christmette der Alumnen des Dresdner Kreuzchores auf erzgebirgischer (Schneeberg) Tradition.
Im Februar 1963 schloss Mauersberger die Arbeiten an der Christvesper mit dem Introitus Bereitet dem Herrn den Weg, der das Stück einleitet, ab.
Mit der Christvesper sowie der Einführung und musikalischen Einrichtung von Mettenspielen am Weihnachts- und Ostermorgen nahm Mauersberger neben liturgischen auch landschaftsspezifische Elemente in das Aufführungsrepertoire des Dresdner Kreuzchores auf.

## Struktur
Der Aufbau folgt dem Rudolf-Mauersberger-Werke-Verzeichnis.
| RMW 7                             | Werktitel                                                                                         | Bemerkungen                                                                                          |
| --------------------------------- | ------------------------------------------------------------------------------------------------- | --- |
| Teil I                            |                                                                                                   | |
| 1                                 | Introitus: Bereitet dem Herrn den Weg                                                             | Datierung: Febr. 63                                                                                  |
| 2                                 | Turmgesang Macht hoch die Tür                                                                     | Bearbeitung auch RMWV 190 2. Fassung                                                                 |
| 3                                 | Turmgesang. Die Weissagung: Das Volk, so im Finstern wandelt                                      | auch RMWV 194                                                                                        |
| 4                                 | Choral: Lobt Gott, ihr alle Christen alle gleich                                                  | Bearbeitung bearbeitet als RMWV 71/6                                                                 |
| 5                                 | Antiphon: Christ ist geboren, Halleluja                                                           | Bearbeitung                                                                                          |
| 6                                 | Geborn ist uns Emanuel                                                                            | Bearbeitung nach Michael Praetorius                                                                  |
| 7                                 | Choral: Es ist ein Ros entsprungen                                                                | Bearbeitung von Michael Praetorius auch RMWV 71/7                                                    |
| 8                                 | Turmgesang Alle Welt springe und lobsinge                                                         | Bearbeitung auch RMWV 187 2. Fassung                                                                 |
| Teil II                           |                                                                                                   | |
| 9                                 | Turmgesang Gelobt seist du, Jesu Christ                                                           | Bearbeitung auch RMWV 189 2. Fassung                                                                 |
| 10                                | Weihnachtsevangelium, 1. Teil Lukas II, 1–7                                                       | |
| 11                                | Joseph, lieber Joseph mein                                                                        | Bearbeitung                                                                                          |
| 12                                | Weihnachtsevangelium, 2. Teil Lukas II, 8–9                                                       | auch RMWV 27/2                                                                                       |
| 13                                | Turmgesang Vom Himmel hoch, da komm ich her                                                       | Bearbeitung auch RMWV 192 2. Fassung                                                                 |
| 7/14 – 16 Die Weihnachtsbotschaft |                                                                                                   | |
| 14                                | Weihnachtsevangelium, 3. Teil Lukas II, 10–14 Und der Engel sprach zu ihnen: Fürchtet euch nicht! | auch RMWV 193/1. – 2. Fassung                                                                        |
| 15–16                             | Ehre sei Gott in der Höhe Jauchzet, ihr Himmel                                                    | auch RMWV 193/2. – 4. Fassung                                                                        |
| 17                                | Kindelwiegen Vom Himmel hoch, ihr Engel kommt                                                     | Bearbeitung                                                                                          |
| 18                                | Weihnachtsevangelium, 4. Teil Lukas II, 15–16                                                     | auch RMWV 27/2                                                                                       |
| 7/19 – 21 Hirtenmusik             |                                                                                                   | |
| 19                                | Die Engel / Die Hirten / Das Volk: Kommet, ihr Hirten                                             | Bearbeitet nach Carl Riedel bearbeitet als RMWV 71/8                                                 |
| 20                                | Die Kinder: Psallite                                                                              | Bearbeitung von Michael Praetorius nach Armin Knab; Nr. 6 aus Singt und klingt, Eine Weihnachtsmusik |
| 21                                | Die Kleinsten Du lieber heil’ger frommer Christ                                                   | Bearbeitung                                                                                          |
| 22                                | Weihnachtsevangelium, 5. Teil Lukas II, 17–20                                                     | |
| 23                                | Choral: Ich steh an deiner Krippen hier                                                           | Bearbeitung von Johann Sebastian Bach                                                                |
| 24                                | Turmgesang: Fröhlich soll mein Herze springen Ansprache des Pfarrers Orgelstück ad libitum        | auch RMWV 188/1. Fassung                                                                             |
| Teil III                          |                                                                                                   | |
| 25                                | In dulci jubilo                                                                                   | Bearbeitung für Instrumente                                                                          |
| 26                                | Quempas: Quem pastores laudavere                                                                  | Bearbeitung nach Michael Praetorius                                                                  |
| 27                                | Nunc angelorum: Heut sind die lieben Engelein                                                     | Bearbeitung nach Michael Praetorius                                                                  |
| 28                                | Choral: Kommt und laßt uns Christum ehren                                                         | Bearbeitung                                                                                          |
| 29                                | Lied: Stille Nacht, heilige Nacht                                                                 | Bearbeitung von Eusebius Mandyczewski                                                                |
| 30                                | Choral O du fröhliche                                                                             | Bearbeitung nach Hermann Riedel                                                                      |